# Kurt vid Stein
Kurt vid Stein (nascido em 17 de novembro de 1935) é um ex-ciclista dinamarquês que participava em competições do ciclismo de pista.
Kurt foi um dos atletas que representou a Dinamarca nos Jogos Olímpicos de Verão de 1960 e 1964. Em ambas as edições, ele competiu e terminou em quinto na prova de perseguição por equipes, com uma distância de 4 km.